# Kozînți, Lîpoveț
Kozînți (în ucraineană Козинці) este localitatea de reședință a comunei Kozînți din raionul Lîpoveț, regiunea Vinnița, Ucraina.

## Demografie
Componența lingvistică a localității Kozînți
     Ucraineană (98,37%)
     Rusă (1,36%)
     Alte limbi (0,27%)
Conform recensământului din 2001, majoritatea populației localității Kozînți era vorbitoare de ucraineană (98,37%), existând în minoritate și vorbitori de rusă (1,36%).